# Andrea Bocskor
Dans le nom hongrois Bocskor Andrea, le nom de famille précède le prénom, mais cet article utilise l’ordre habituel en français Andrea Bocskor, où le prénom précède le nom.
Andrea Bocskor (née le 11 août 1978 à Berehove) est une femme politique ukrainienne de la minorité magyare d'Ukraine, détenant également la nationalité hongroise, membre de la Fidesz en Hongrie.
Elle devient députée européenne le 1er juillet 2014.